# Manga (Burkina Faso)
Manga è un dipartimento del Burkina Faso classificato come città, capoluogo della provincia di Zoundwéogo e  della regione di Nazinon.
Il dipartimento si compone del capoluogo e di altri 13 villaggi: Basgana, Ganwoko, Gastoèga, Kira, Larga, Léongo, Mokin, Nassamba, Pouswoko, Sakuilga, Toula, Zamcé e Zaptenga 1.